# Sony TV8-301
TV8-301 là sản phẩm ti vi đen trắng (B&W) cỡ nhỏ do Sony sản xuất. Mẫu này nổi danh là máy vô tuyến hoàn toàn bán dẫn đầu tiên trên thế giới không thuộc dòng chiếu màn ảnh. TV dòng này có kích thước màn hình là 8 inch.
Sản phẩm ra mắt thị trường năm 1960, ngừng sản xuất năm 1962.

## Thông số kỹ thuật
- Transistor: 23 (silicon và germanium)
- Diode: 15 + 2 điện cao thế (17)